# L'Été de cristal
L'Été de cristal (titre original : March Violets)  est un roman policier historique de Philip Kerr paru en anglais en 1989, avec comme héros, dans sa première apparition, le détective Bernhard Gunther. Ce livre ouvre La Trilogie berlinoise.
Le titre original, March Violets, c'est-à-dire Märzveilchen en allemand et les « violettes de mars » en français (ou plus précisément les violettes odorantes), se réfère au surnom que les nazis attribuaient à leurs compatriotes ayant rejoint leur parti sur le tard. 

## Résumé
1936 : Berlin s'active à la préparation des Jeux olympiques. Le Troisième Reich allemand en est à sa troisième année et les cas de disparitions de personnes augmentent de manière alarmante, surtout dans la communauté juive. Cela donne du travail au détective privé (et ancien inspecteur de police) Bernhard Gunther, dit « Bernie », âgé de 38 ans, qui s'est acquis une réputation certaine en arrêtant quelques années plus tôt l'étrangleur Gormann. 
Un industriel de la branche de l'acier, Hermann Six, lui confie une enquête : trouver la vérité sur l'incendie qui a causé la mort de sa fille Grete et de son gendre. Ce qui intrigue également Six, c'est qu'un collier de diamant d'une grande valeur a disparu alors qu'il était enfermé dans le coffre-fort de la chambre des époux. Après avoir découvert que le gendre de l'industriel était un avocat particulièrement ambitieux dans la hiérarchie nazie, Bernie oriente ses recherches vers un professionnel du chantage qui travaille pour Göring. Il semble aussi que Himmler joue un rôle non négligeable dans ce qui s'annonce comme un énorme scandale au sein du Parti nazi. 
La Gestapo se mêle de l'affaire, ce qui ne tourne pas à l'avantage de Bernie, car la piste mène jusqu'au SS-Obergruppenführer Heydrich ainsi qu'au camp de concentration de Dachau. Parce que rien n'arrive isolément, Inge Lorenz, l'assistante et compagne de Bernie, disparaît.

## Contexte historique
Bien que la plupart des personnages soient fictifs, l'intrigue du roman implique aussi des figures historiques, notamment Hermann Göring, Heinrich Himmler, Reinhard Heydrich, Arthur Nebe et Walther Funk. Une scène du chapitre 15 se déroule au stade olympique pendant une épreuve d'athlétisme à laquelle participe Jesse Owens.
De nombreux noms de lieux du Berlin de 1936 sont évoqués. Cependant, une erreur historique est présente dans le chapitre 7, où Kerr fait référence à une rue en bordure du quartier de Dahlem à Berlin comme Clayallee. Cette rue, qui était à l'origine la Kronprinzenallee, a été rebaptisée en 1949 en l'honneur du général américain Lucius D. Clay, gouverneur militaire de la zone d'occupation américaine et organisateur du pont aérien de Berlin pour soulager le blocus soviétique de Berlin-Ouest. Au chapitre 11, la référence à la Reichswerke Hermann Göring est inexacte puisque cette entité corporative n'a été créée qu'en juillet 1937.

## Galerie

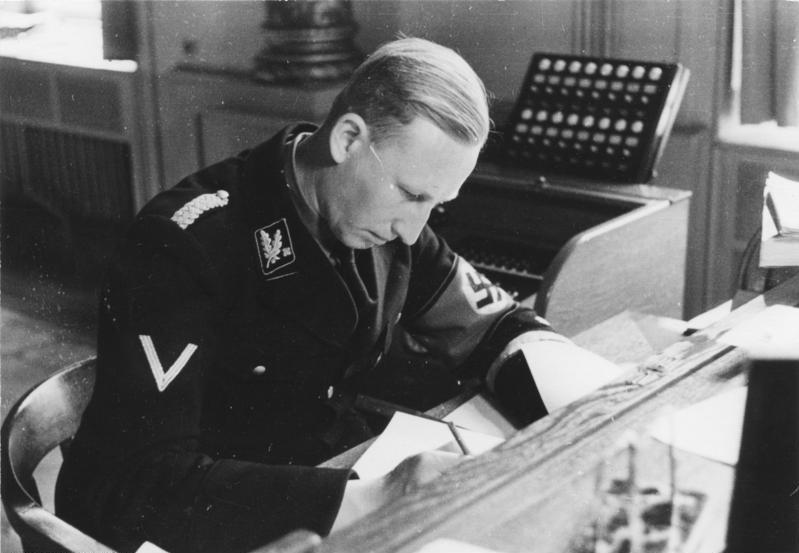
Reinhard Heydrich à son bureau.
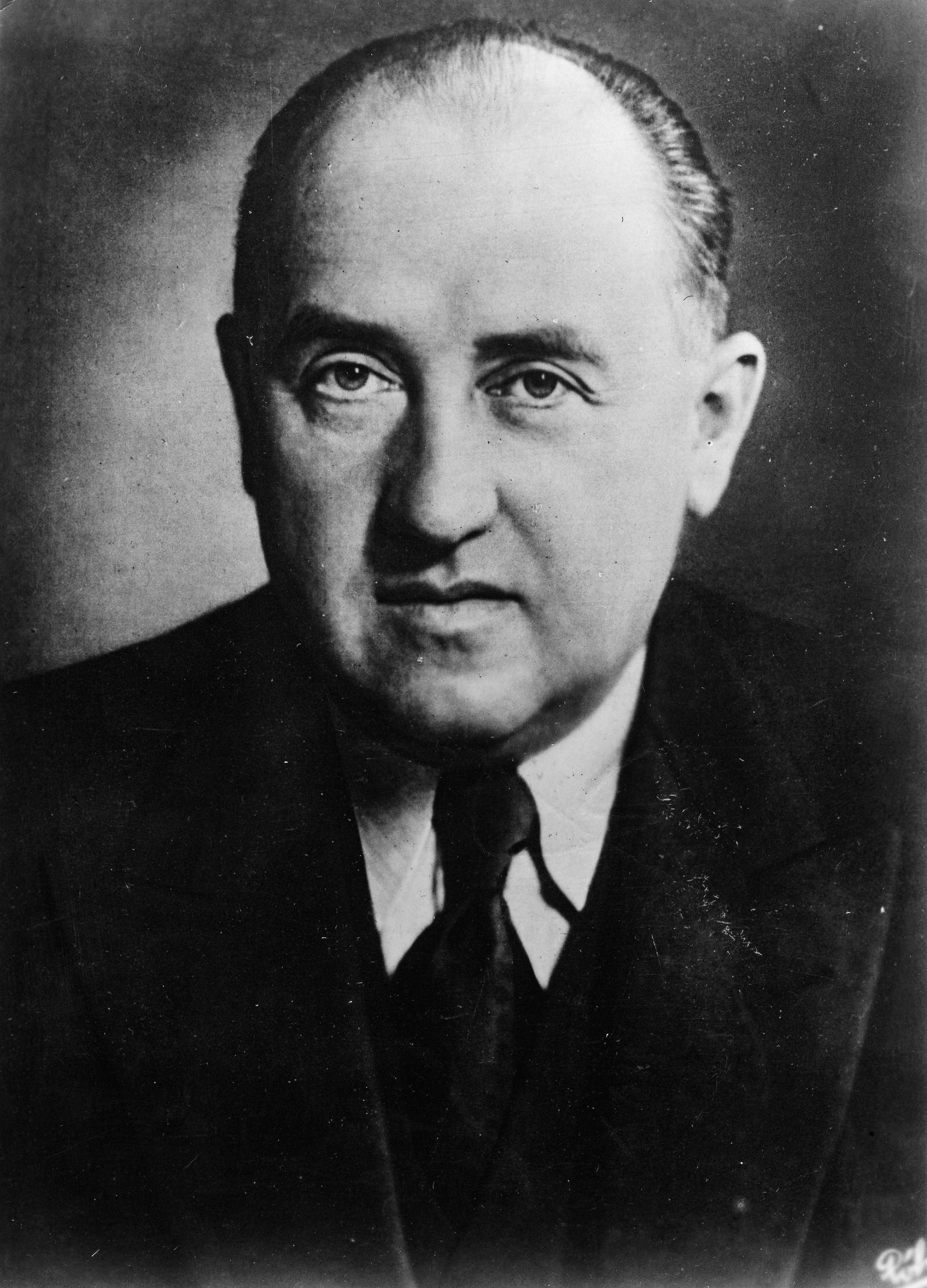
Walther Funk (1943).
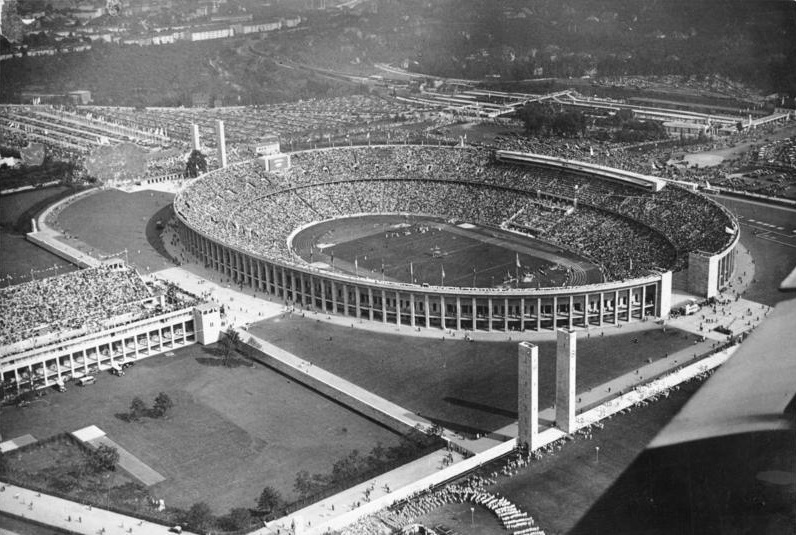
Le stade olympique de Berlin pendant les Jeux de 1936.
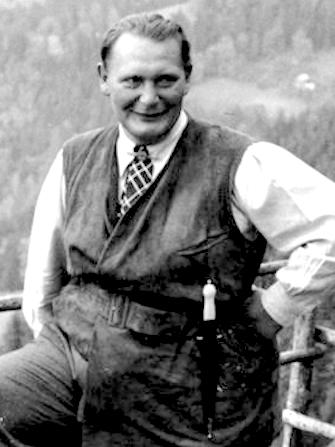
Hermann Göring en 1936.
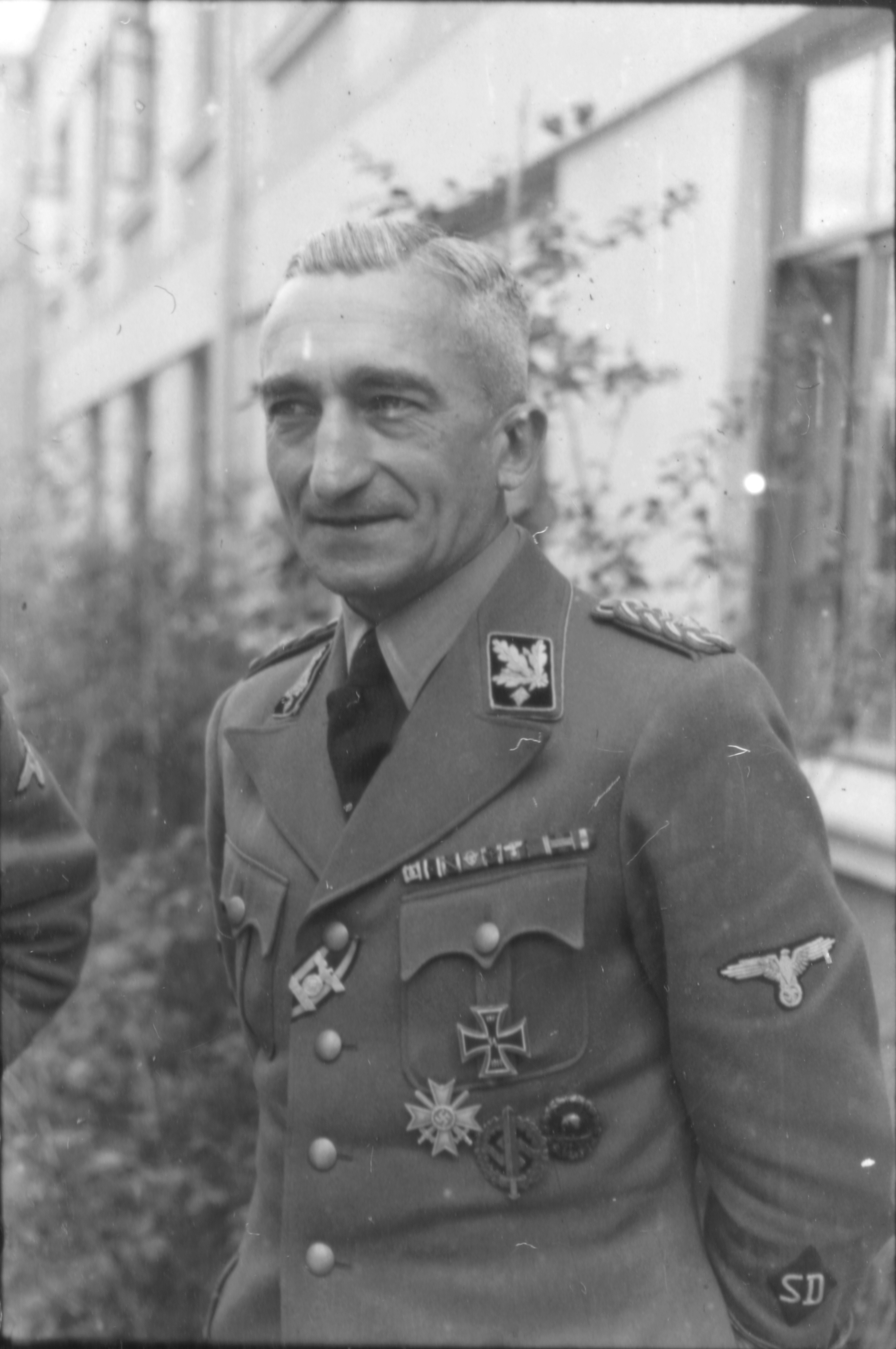
Arthur Nebe en 1942.

## Récompenses
- Prix du roman d'aventures, 1993
- Prix Mystère de la critique, catégorie meilleur roman étranger, 1994